# Departement Cochabamba
Cochabamba je název bolivijského departementu. Nachází v centrálně části země, sousesedí s departementy Potosí, La Paz, Santa Cruz, Chuquisaca, Oruro a Beni. Jeho rozloha je 55 631 km² a počet obyvatel přibližně 2,01 milionu. Sestává z 16 provincií, které se dále dělí na 47 municipalit. Největším městem a správním střediskem je Cochabamba. 
Západní část departementu leží v horském pásmu And, které postupně přecházejí do nižších pohoří směrem k východu (biotop tzv. yungas), kde se rozkládají nížiny porostlé tropickým amazonským lesem. Celý departement je součástí povodí řeky Mamoré. 